# خوسفینا مولینا
خوسِـفینا مولینا (اسپانیایی: Josefina Molina‎؛ زادهٔ ۱۴ نوامبر ۱۹۳۶) کارگردان فیلم، فیلم‌نامه‌نویس اهل اسپانیا است.
از فیلم‌ها یا مجموعه‌های تلویزیونی که وی در آن‌ها نقش داشته‌است می‌توان به اسکیلاچه اشاره نمود.